# Heinrich Ludwig Robert Giseke
Heinrich Ludwig Robert Giseke, född den 15 januari 1827 i Marienwerder, död den 12 december 1890 i Leubus, var en tysk författare, sonsons son till Nikolaus Dietrich Giseke.
Giseke skrev novellerna Moderne Titanen (1850), som fylldes av polemik mot Max Stirner, och Pfarr-röschen (1851; 2:a upplagan 1854), romanerna Otto Ludwig Brook (1862) och Käthchen (1864) samt flera skådespel, Va banque (1855), Die beiden Cagliostro (1858; 2:a upplagan 1872), Kurfürst Moritz von Sachsen (1860; 2:a upplagan 1872) och Lucifer oder die Demagogen (1861), liksom en samling Dramatische Bilder aus deutscher Geschichte (1865). Giseke betraktades från 1866 som sinnessjuk.